# Спориш розлогий
Спориш розлогий (Polygonum patulum) — вид рослин родини гречкові (Polygonaceae), поширений у східній частині півдня Європи й у помірній Азії.

## Опис
Однорічна трава до 10–80 см завдовжки. Стебла розгалужені, випростані. Листки видовжено-ланцетні. Китиці рідкісні на всьому протязі, з більш-менш розсунутими пучками квіток. Листочки оцвітини на краю звичайно рожеві, рідше лілуваті.

## Поширення
Поширений у східній частині півдня Європи й у помірній Азії.
В Україні вид зростає по сухим степовим схилах, на відслоненнях — у Лісостепу (пд. р-ни), Степу.